# Persea mutisii
El aguacatillo blanco (Persea mutisii) es una especie de la familia de las lauráceas, nativa de los Andes, que se encuentra en Colombia, Ecuador, Perú y Venezuela, entre 1700 y 3400 m de altitud.

## Descripción
Alcanza 7 m de altura y su tronco un diámetro de 150 cm. Hojas obovadas a anchamente elípticas, coriáceas, rígidas, con pecíolos anchamente dilatados, con la haz color verde azuloso, el envés glauco. Inflorescencias subterminales, corimbiformes, cáliz verde, corola marrón dorado. Frutos en baya, redondeados verde, con una semilla.